# تیم ملی فوتبال گینه
تیم ملی فوتبال گینه نماینده کشور گینه در مسابقات بین‌المللی و آفریقایی است که زیر نظر فدراسیون فوتبال گینه فعالیت می‌کند.
اولین بازی رسمی این تیم در تاریخ ۲ اکتبر ۱۹۶۰ میلادی در برابر تیم ملی فوتبال نیجریه برگزار شده است.